# Rahon (Jura)
Rahon település Franciaországban, Jura megyében. Lakosainak száma 450 fő (2022. január 1.). Rahon Gevry, Balaiseaux, Champdivers, Le Deschaux, Molay, Nevy-lès-Dole, Parcey, Saint-Baraing és Villers-Robert községekkel határos.

## Népesség
A település népességének változása:
| Lakosok száma | 356  | 395  | 444  | 521  | 506  | 508  | 508  | 477  | 461  | 450  |
|               | 1968 | 1982 | 1990 | 2006 | 2013 | 2015 | 2017 | 2019 | 2020 | 2022 |